# Rónay Beáta
Rónay  Beáta (Szolnok, 1950. július 6. –) magyar táncművész, színésznő.

## Élete, pályafutása
Pályáját 1968-ban néptáncosként kezdte, majd 1971-ben a Szigligeti Színházba került Somoss Zsuzsa koreográfus hívására segédszínészként, kartáncosi kötelezettséggel. 1972-ben a Szegedi Nemzeti Színházhoz szerződött. Az 1978/79-es évadban a Miskolci Nemzeti Színház tagja volt, majd visszatért a szegedi társulathoz, ahol táncos feladatai mellett t. k. Giricz Mátyás, Léner Péter, Angyal Mária, Sándor János, Iglódi István, Korcsmáros György, Bor József és Sík Ferenc rendezéseiben, prózai és zenés szerepekben is fellépett. 1997-ben főpróba közben stroke érte a színpadon. Még abban az évben – huszonöt év után – szakmai nyugdíjba vonult. Pályájáról félórás televíziós portré-interjú készült. Férjével közös fotója elhelyezésre került a Szegedi Sztárok Falán.

## Jelentős szerepei
- Kitty (Charly nénje)
- Kitty (Régi nyár)
- Papagáj (Világszezon)
- Első Szilvaárus (Jó estét nyár)
- Aranyszobor (Bajadér)
- Manikűrösnő (Imádok férjhez menni)